# Mtubatuba
Mtubatuba es un municipio local sudafricano situado en el distrito de Umkhanyakude, en la provincia de KwaZulu-Natal.

## Superficie
Mtubatuba tiene una superficie de 1970 km².

## Demografía
En 2022, tenía 215 869 habitantes, una densidad poblacional de 109,6 hab./km², y 35 421 viviendas.